# Camponotus denticulatus
Camponotus denticulatus är en myrart som beskrevs av Kirby 1896. Camponotus denticulatus ingår i släktet hästmyror, och familjen myror. Inga underarter finns listade.